# Lycus simulans
Lycus simulans es una especie de escarabajo de alas de red perteneciente a la familia Lycidae. Lycus simulans es parte del género Lycus y de la familia de los escarabajos de alas rojas. Se encuentra distribuido en América del Norte.